# Вер, Горацио
Сэр Горацио де Вер, 1-й барон Вер в Тилбери (англ. Horace Vere, 1st Baron Vere of Tilbury, 1565—1635), — видный английский полководец, участник Восьмидесятилетней и Тридцатилетней войн против Империи; пожизненный Мастер-генерал вооружённых сил Англии (1623), член Военного Совета Якова I (1624);
Командуя небольшими отрядами профессиональных вояк в многочисленных сражениях и операциях на стороне Нидерландов, Горацио Вер проявил не только поражавшее современников бесстрашие, но и недюжинный талант военного тактика и организатора. Полученный в ходе крайне тяжёлых и зачастую безнадёжных кампаний военный опыт был по-своему бесценным для его правительства. Репутация Горацио Вера как военного «возвышалась на голову над любым из живых англичан».
Многие английские боевые офицеры, стяжавшие славу в эпоху Английской революции, начинали военную службу под его командованием. Среди них и такие впоследствии известные генералы, как граф Эссекс и граф Уорик, Филип Скиппон, лорд Ферфакс и Джордж Монк.

## Происхождение и служба при Елизавете I
Горацио Вер родился в 1565 году, в графстве Эссекс. По младшей линии происходил из дома Де Вер, одного из старейших владетелей графского титула в Англии, — его отец, Джеффри, был младшим сыном Джона де Вер, 15-го графа Оксфордского. Как потомок младшей линии, графский титул его отец не наследовал, и чтобы отличить его семью от представителей графского рода, частицу «де» в его фамилии часто опускали.
Джеффри де Вер женился на Елизавете Ха́рдекин (Elizabeth Hardekyn, Wotton Hous, Castle Hedingham, ум. 1615). Кроме Горацио, у них было ещё четверо детей, три старших, — Джон, Френсис и Роберт, — и младшая, Француаза. Френсис первым из братьев избрал поприще военного, вступив добровольцем в отряд графа Лестера, посланный королевой Елизаветой в помощь Голландским штатам. Вскоре к нему присоединились и младшие сыновья Джеффри де Вера.

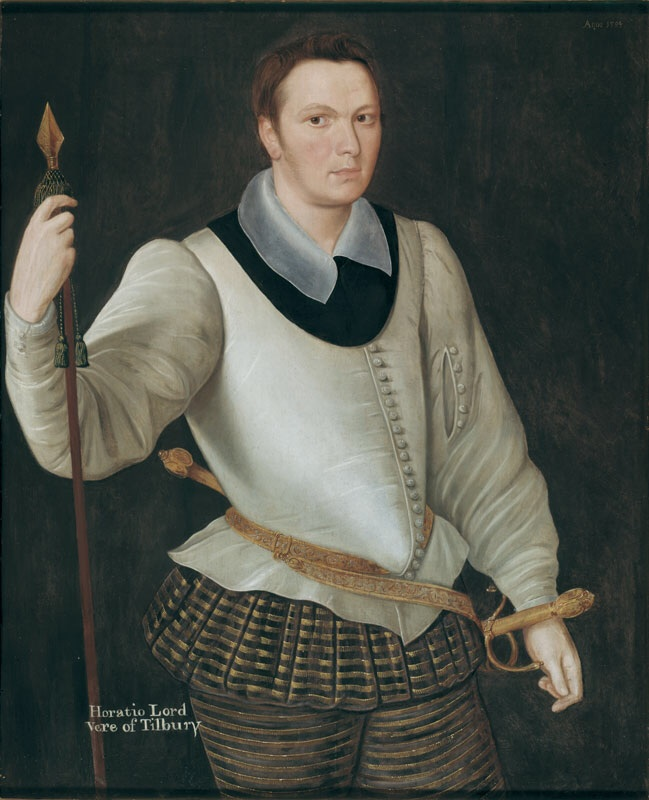
Горацио Вер, 1594
Джордж Гоуэр, масло, доска

Горацио начал службу в 1590 году, в Голландии, где его брат Френсис уже был помощником главнокомандующего (sergeant-major-general). При штурме англичанами имперской крепости Steenwijk, 5 июля 1592, Горацио был ранен. В июне 1594, под Гронингеном, по рекомендации брата, ему уже доверили командование английским отрядом, участвовавшим в осаде города. В июне 1596 за проявленную в сражении за Кади́с храбрость Горацио Вер был посвящён в рыцари.
В следующем году, уже полковник, Горацио Вер, временно исполнял обязанности своего брата и командовал всем английским полевым корпусом в Нижних землях. За это время, вместе с шотландскими союзниками, его отряд в 3 000 человек участвовал в летнем наступлении войск Мориса Оранского. В результате этого славного похода, осадой или штурмом, за пять месяцев были захвачены важные имперские города: Рейнберг, Мёрс, Грунло, Бредеворт, Энсхеде, Олдензал и Линген.
В битве под Ньивпортом, находясь в прямом подчинении у своего брата Френсиса, полковник Вер возглавлял отряд в 300 бойцов. — В критический момент боя, с помощью храброго офицера Ферфакса, ему удалось остановить начавшееся бегство авангардных рот и удержать позицию. При героической обороне Остенде, во время самого отчаянного приступа испанцев к стенам города, произошедшего в январе 1602 года, Горацио Вер, всё тот же Ферфакс, и с ними всего 6 ослабленных рот, оказались в самой горячей точке обороны, прозванной Песчаный гребень (Sandhill), — здесь полковник был тяжело ранен осколком в ногу.
В апреле 1603 года главнокомандующий английскими войсками в Голландии, губернатор города Брилле, Френсис Вер отослал своего младшего брата Горацио в Англию, — с депешей к новому монарху, Якову I.

## На службе в Голландии
Новый король, Яков I, почти не имея средств, поспешил заключить с Испанией мир. Миссия английского вспомогательного корпуса в Голландии была прервана, официальные представители вооружённых сил Англии — отозваны. Получил отставку и Френсис Вер. Горацио бросить начатое не пожелал и вместе с тремя другими полковниками (один из которых — лорд Се́сил) завербовался в войска Голландской Республики.

Поначалу полковник Вер не мог действовать в армии союзников с прежним размахом, получив ранг и обязанности поскромнее. К тому же, начало службы омрачалось неминуемой сдачей испанцам, последовавшей 24 сентября 1604 года, столь долго оборонявшегося Остенде. Совершенно разрушенный город принял новый противник, прославленный в будущем многими победами, генерал Амброзио Спинола.

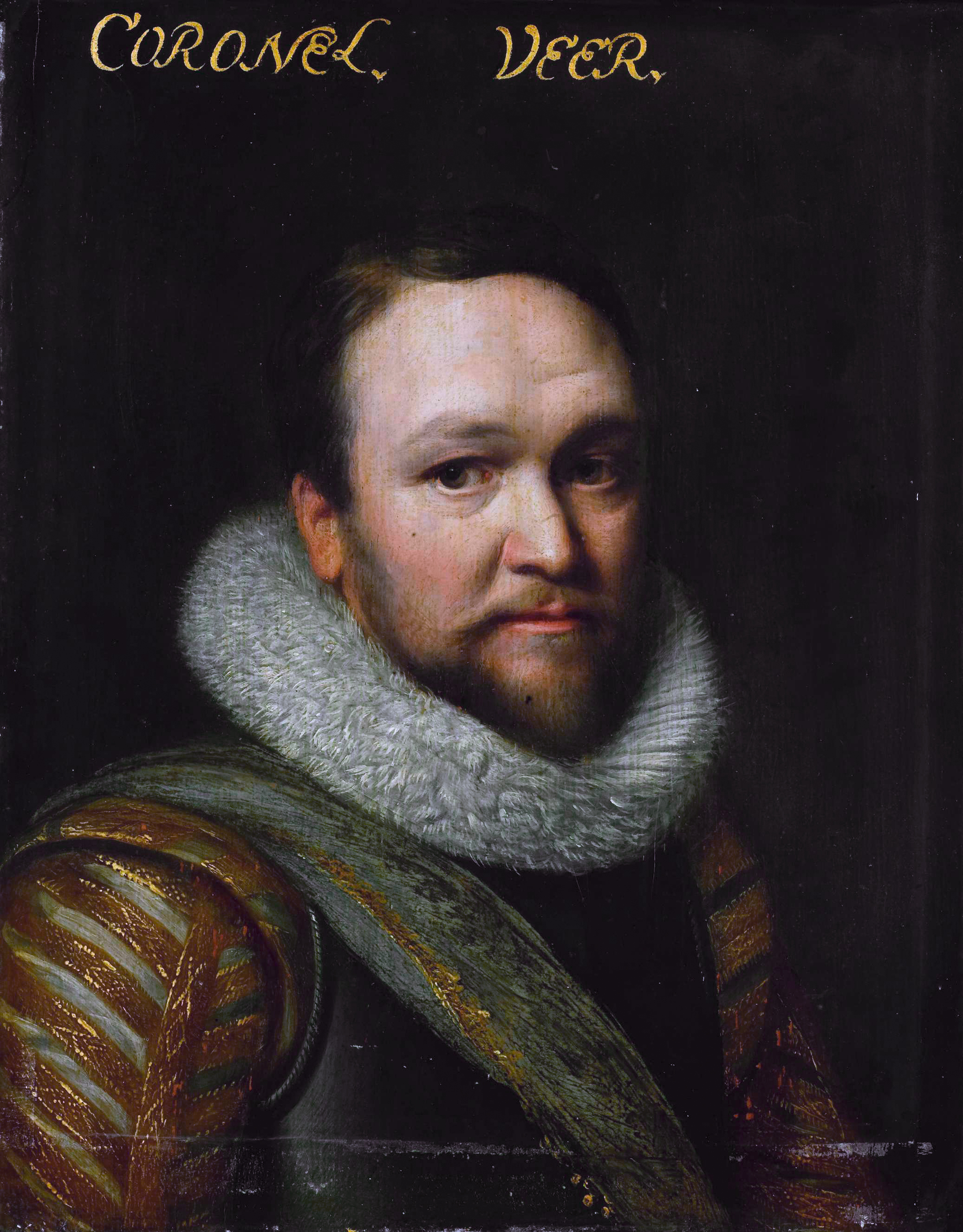
Полковник Горацио Вер, 1610-е (Михиль ван Миревельт', доска, масло, не ранее 1605)

 Однако, компенсацией за потерянный Остенде, главнокомандующий голландцев, Мориц Оранский, мог считать отбитый у испанцев город Слёйс.
Путь к Слёйсу прикрывал имперский гарнизон из двух тысяч человек, глубоко окопавшийся у местечка Дамме, расположенного точно между Слёйсом и Брюгге. Рискованным манёвром, пройдя между топями по очень узкой и ненадёжной тропе, Горацио Вер вынудил командира испанцев, генерала Веласко, покинуть позицию. Это была первая победа Вера, заслужившая особое одобрение правительства Голландских Штатов. В июле 1604 попытка Спинолы прийти на помощь осаждённым в Слёйсе была сорвана и через месяц город сдался.
В 1605 году генерал Спинола стал просто каким-то злым гением голландцев, крутанувшим колесо фортуны в сторону испанцев. 9 октября 1605 года, в битве при Мюльхейме, протестантская конница, благодаря тактической хитрости Спинолы, оказалась совершенно бесполезной. Оставшись без поддержки конницы, полки голландцев дрогнули и уже пустились в гибельное бегство. Тогда полковник Горацио Вер, с отрядом около 300 человек (4 неполные роты), неожиданно форсировал реку, двинувшись наперерез главным силам испанцев, и в течение часа задерживал их продвижение в узком месте у залива, дав время голландцам привести в порядок строй и отступить более-менее организованно. Если бы не хладнокровие, отвага и мгновенная смекалка английского кондотьера, разгром голландцев был бы просто сокрушительным. — Это мнение высказал, кстати, командир испанцев, генерал Спинола, и генерал Мориц Оранский, видимо, его разделял, поскольку с этого времени полковник Горацио Вер стал одним из самых доверенных и ценимых им офицеров.

## В годы «Перемирия»
После битвы при Мюльхейме активные боевые действия прекратились, и Горацио Вер возвратился ненадолго в Англию, чтобы привести в порядок свои домашние дела. В 1607 году он женился. После заключения в 1609 году «12-летнего перемирия» между совершенно измотанными войной Испанией и Голландией, сэр Горацио Вер как честь получил должность губернатора в Брилле, которую когда-то исполнял его только что умерший брат. В том же году ему была заблаговременно обещана очень высокая в Англии должность Мастер-генерала, как только исполняющий её Джордж Кэру (George Carew) отойдёт от дел.
В 1610 году Вер, в отряде под командованием Эдварда Се́сила, участвовал в осаде Юлиха, которую вёл Мориц Оранский в борьбе за клевское наследство. В 1616 году Горацио оставил пост губернатора Брилле в пользу голландцев, расплатившихся с Англией по долгам, залогом по которым и был город Брилле. При этом ему назначили отступные в виде пожизненной пенсии в £800. Через два года принц Морис Оранский предложил ему губернаторство в Утрехте — в награду за помощь в разоружении военных формирований, стихийно возникших в провинциях после казни лидера голландских ремонстрантов Барневельдта. Находясь на этой должности в Утрехте, Горацио Вер и узнал о войне, снова разгоревшейся между всё ещё непримиримыми протестантами и католиками Европы.

## В годы Тридцатилетней войны

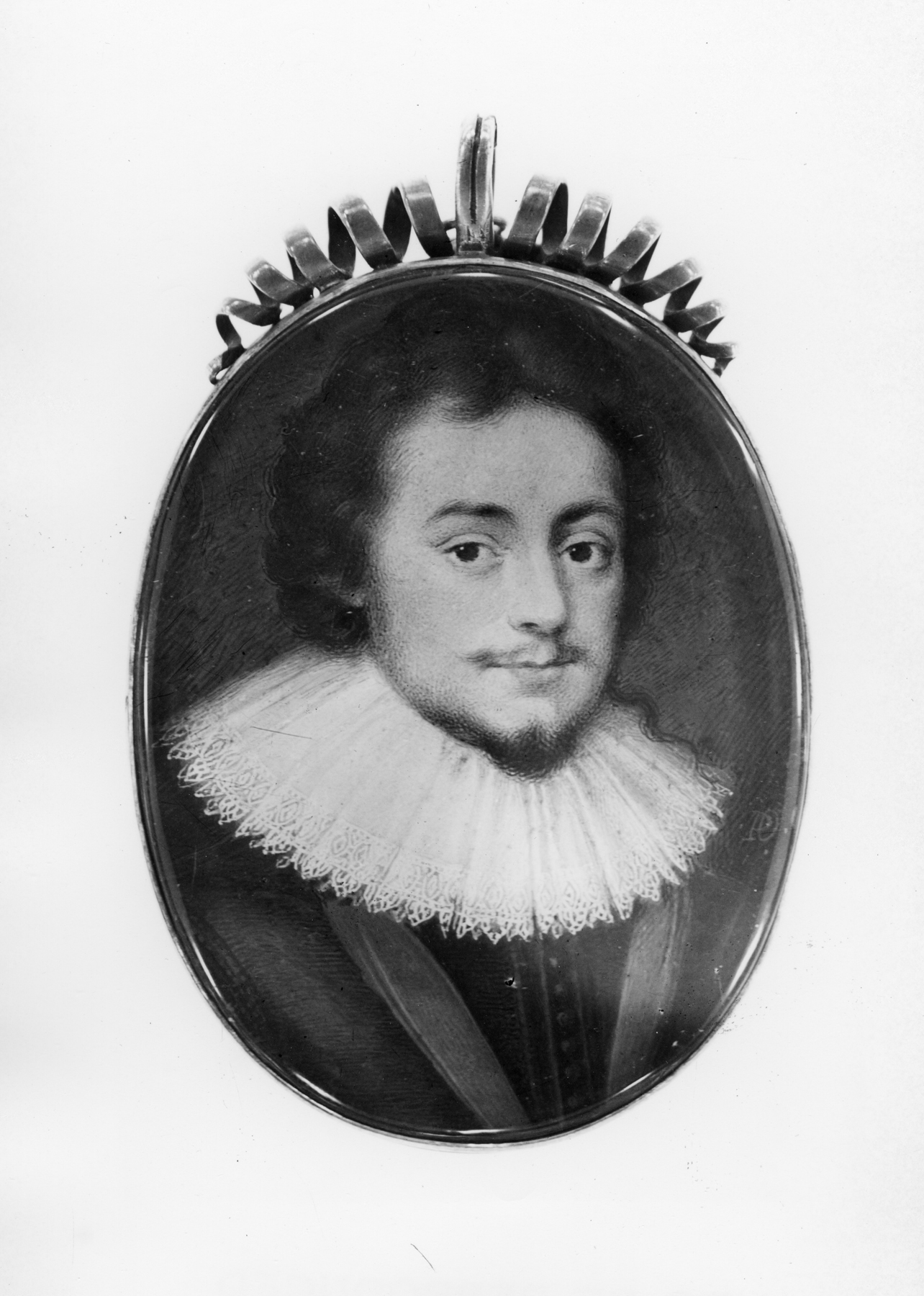
Фридрих V, курфюрст Пфальцский
(Петер Оливер, акварель с позолотой на пергаменте, ок. 1618)

Старшая дочь короля Якова I, Елизавета, с 1613 года была замужем за курфюрстом Пфальцским Фридрихом V. Фридрих приходился также родственником и голландскому принцу Морицу Оранскому, — он был сыном его единокровной сестры. В 1618 году протестанты в Чехии свергли католического правителя из Габсбургов и предложили корону Фридриху. Приняв предложение и короновавшись в ноябре 1619 года, Фридрих фактически бросил вызов дому Габсбургов. В ноябре 1620 года собранные им войска были разбиты под Прагой, Фридрих с женой бежал сначала домой, в Пфальц, а затем в Голландию, — к своему дяде. Естественно, всё это время симпатии протестантского большинства в Англии были на стороне Фридриха, бывшего не только зятем их короля, но и главой так называемой Евангелической унии.

### Защита Палатина
При известии о согласии Фридриха принять корону Богемии война с Империей казалась неизбежной. Вставал вопрос о необходимости защиты Пфальца или, как его ещё называли, Палатина. Уже в мае 1618 года Яков I, уступая всеобщему мнению, но не желая при этом ввязываться в ненужную войну, «позволил» полномочному представителю Англии в Пфальце, графу Дона, демонстративно организовать на территории княжества вспомогательный корпус, набранный из английских добровольцев. Одновременно по всему королевству было объявлено о сборе частных пожертвований на содержание экспедиции. В Лондоне довольно быстро удалось собрать £10 000, ещё столько же было собрано в остальных графствах Англии. Но денег было явно недостаточно.
Один из инициаторов предприятия, граф Бекингем, желал поручить командование новым корпусом своему любимцу, уже упоминавшемуся лорду Се́силу, известному ветерану. Однако право выбора командира принадлежало графу Дона, как главному организатору и кассиру соединения. Он предложил пост командующего Горацио Веру, который никому на это даже не намекал. Узнав о назначении Вера помимо его воли, Бекингем с негодованием отказался от своего дальнейшего участия, — фактически это означало трудности с финансированием. И хотя имя легендарного командира привлекло под его знамёна самый цвет идеалистически настроенной молодёжи, граф Дона был вынужден объявить о сокращении численности корпуса с 4 000 до 2 000 человек. В таком числе миссия Горацио Вера, и без того трудная, становилась почти авантюрой.
Несмотря на это, 22 июля 1618 года полководец выступил в поход во главе 2 200 добровольцев. В Голландии их встретил почётный эскорт кавалерии и сопроводил к границам с Германией. На путях из Голландии в Пфальц, к городу Мангейму, англичан уже поджидали имперские армии Спинолы и Веласко, каждая из которых значительно превосходила отряд Горацио Вера числом. После сложной игры в кошки-мышки, Веру всё-таки удалось соединиться с основными силами немецких протестантов, выступивших, как и англичане, на стороне Фридриха V против Габсбургов. Это произошло у Вормса. Теперь, когда силы относительно уравнялись, Спинола сменил тактику: избегая генерального сражения, он ожидал развития событий в Богемии, пока трудности с фуражировкой и продовольствием подтачивают сплочённость союзников.
Наступившая зима вынудила войска протестантов разойтись. Горацио Вер разделил отряд на три гарнизона, поставив их в важнейших крепостях Пфальца: сэр Джерард Герберт занял Гейдельбергский замок, сэр Джон Бораф взял под защиту Франкенталь, — сам командующий закрепился в Мангейме. Началось пассивное противостояние, продлившееся почти год.
В самом начале 1621 года Евангелическая уния, как и ожидал Спинола, распалась. Надеяться английским гарнизонам было не на кого. Однако возобновившаяся после перемирия война между Испанией и Голландией отвлекла силы испанцев в низовья Рейна, и английские гарнизоны в Пфальце держались, не испытывая серьёзного военного давления ещё почти целый год. В начале 1622 года Мангейм посетил уже развенчанный король Фридрих V. Он обещал отвлечь основные силы испанцев от городов. И действительно, в апреле, соединившись с Мансфельтом, союзники нанесли поражение армии Тилли в битве у Вислоха. Но уже через 10 дней Тилли взял реванш, а в июне, после следующего поражения союзников от Тилли, Фридрих покинул Мангейм, чтобы уже никогда в него не вернуться. Англичане Вера остались одни против трёх армий Империи.
В этой ситуации Горацио Вер решил «тянуть», сколько возможно, — понимая, что надежды нет. Первым, 16 сентября, пал Гейдельберг: после штурма города, замок, подавляемый с соседних высот артиллерией, продержался ещё три дня. Командир гарнизона, сэр Джерард Герберт, был смертельно ранен ещё до штурма. Наступила очередь Мангейма, в котором 14 сотен Горацио Вера, давно без жалованья и поддержки, без надежды на помощь, не стали защищать слишком растянутые фортификации, а заперлись в цитадели. Испанцы не решились штурмовать хорошо укреплённую крепость под командованием столь известного командира, а после недолгой осады предложили капитуляцию, столь почётную, что де Вер согласился и в конце сентября отступил в Гаагу. Гарнизон же Франкенталя, под командованием сэра Джона Борафа (John Burroughs), добился даже своеобразного успеха: несмотря на «немного античные» укрепления, англичане удерживали город против войска генерала Вердуго до 14 апреля 1623 и сдали город только после прямого приказа из Лондона.
Горацио Вер вернулся в Англию в феврале 1623. Мужество и искусство полководца, проявленные в этом крайне тяжёлом и, по сути, безнадёжном походе были по достоинству оценены при Дворе: 16 февраля Горацио Вер был назначен Генерал-мастером вооружённых сил Англии — пожизненно, а в следующем году, 20 июня 1624, — членом Военного Совета короля, с пожалованием титула барона Тилбери (24 июня 1624).

### Помощь Бреде
В августе 1624 генерал Спинола со значительными силами подошёл к стратегической опоре голландцев в Брабанте — городу Бреда. Спинола решил во что бы то ни стало захватить считавшийся неприступным город, позорно потерянный испанцами в 1590 году; полагая его возвращение делом чести, Спинола начал осаду так основательно, — отводя реки и разрушая дамбы, возводя валы и временные форты, — что Морис Оранский засомневался, выдержит ли гарнизон, и сможет ли он, даже придя на помощь, заставить испанцев снять осаду. Тогда Оранский обратился за помощью к своим друзьям в Англии.

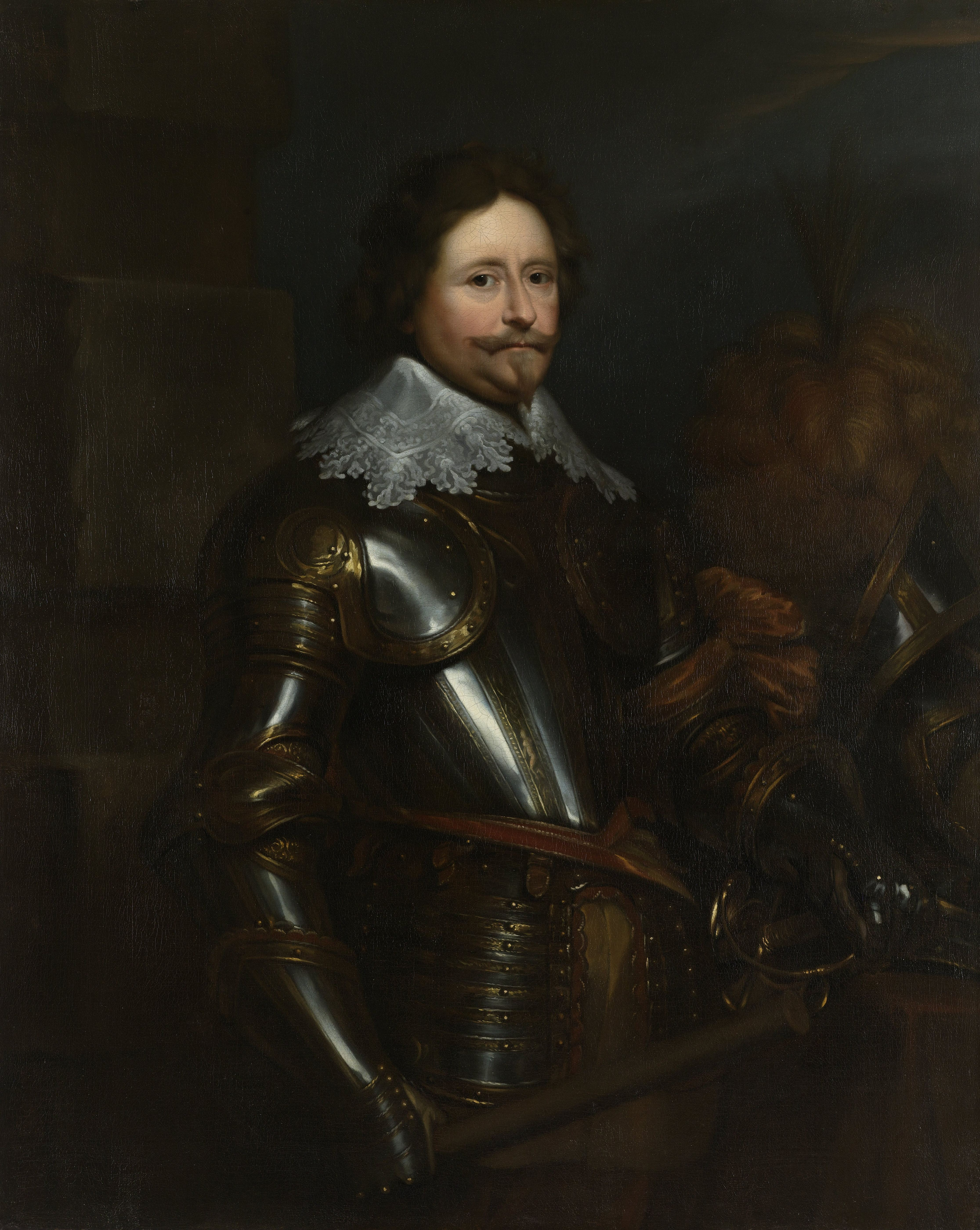
Фредерик-Генрих Оранский
(Ван дейк, холст, масло. Между 1625—1675)

Лорд Горацио Вер выступил к Бреде. После смерти Морица Оранского, последовавшей 23 апреля 1625 года, Горацио Вер остался наиболее опытным командиром в войсках голландцев под Бредой, на плечи которого естественно ложилась ответственность. Новый штатгальтер и главнокомандующий, младший брат Мориса, Фредерик-Генрих, торопил с решением. Город был окружён превосходящими силами испанцев, обнесён двойным валом, из-за разрушенных дамб дороги были подтоплены, а протоки, наоборот, обмельчены, и при этом густо усеяны частоколом. Единственным путём, остававшимся в направлении к городу, были гребни двух дамб, не более семи метров (25 футов) каждая в самом широком месте. Одна из них была в нескольких местах разрушена, а в остальных уставлена палисадом; другая, тоже разрушенная, была без палисада, но защищалась бруствером и редутом. Не имея никакого другого шанса, Фредерик-Генрих решился на прорыв осады именно здесь и поручил эту почти безумную операцию генералу Веру.
13 мая 1625 года, за час до рассвета, во главе отряда около 6 000 человек, «несравненный» шестидесятилетний солдат сэр Горацио Вер начал атаку. С ним, командуя полуполком пикинёров, в бой шёл и его двоюродный племянник, Генри де Вер, 18-й граф Оксфордский. Атака была решительной, дерзкой и неожиданной. Забросав испанцев зажигательными бомбами, англичане бросились врукопашную, и в короткой жаркой схватке полностью захватили редут. Однако генерал Спинола давно и основательно готовился к подобным попыткам. Подоспевшее к месту прорыва усиление испанцев сумело остановить быстрое продвижение англичан. После упорного боя, храброго с обеих сторон, но стоившего испанцам чувствительных потерь, имперцам удалось создать угрозу окружения, принудив англичан отступить. — «Что они и проделали в совершенном порядке», заключает английский автор, участвовавший в бою. Это была последняя и самая отчаянная попытка прорвать блокаду. 5 июня 1625 года, с барабанным боем и развёрнутыми знамёнами, гарнизон Бреды оставил город — по договору с великодушным победителем, генералом Спинолой.

### Осада Хертогенбоса и Маастрихта
В 1629 году Мастер-генерал лорд Горацио Вер командовал английским вспомогательным корпусом, участвовавшим в наступлении, которое штатгальтер Голландии принц Фредерик-Генрих Оранский повёл в Северном Брабанте. Целью кампании был захват крупного порта испанцев в 80 километрах к юго-востоку от Амстердама — Буа-ле-Дюка, называемого также Герцогенбош, а также зависевших от него городов. Научившись под Бредой инженерным хитростям Спинолы, принц Оранский хорошо подготовился, собрав 30-тысячное войско, и повёл «правильную осаду». Потратив пять тёплых месяцев, протестанты осушили окружавшие крепость болота и, подведя подкопы, заложили бочки с порохом под стены. Подошедшее на помощь гарнизону подкрепление было отведено контратакой их базы снабжения. Крепость буквально засы́пали ядрами. — В лагере протестантов чувствовалось присутствие «Мастер-генерала» Англии. 14 сентября 1629 года комендант сдал крепость, не дожидаясь генерального штурма.
Эта значительная победа вдохновила голландцев продолжить «осадную стратегию». 10 июня 1632 года принц Оранский с 21 000 войска приступил к испанской крепости Маастрихт. 67-летний Мастер-генерал Англии лорд Горацио Вер был с ним. Англичанам, державшим позицию с севера, предстояло сыграть заметную роль в драматических событиях осады. Менее, чем через месяц, на выручку, с 24 000 солдат, к крепости подошёл генерал Кордова, раньше не раз сильно трепавший голландцев и их союзников. Но, не решившись атаковать хорошо окопавшихся голландцев, он встал лагерем недалеко от города. Осаждавшим, которых теперь было меньше, чем противников, угрожали с двух сторон. Но принц Оранский продолжил рыть подкопы и укреплять редуты. Ещё через месяц на помощь генералу Кордове подоспел «хозяин Саксонии» генерал Паппенгейм с 16 000 войском. Имея почти двукратное превосходство, имперцы решились атаковать. В жарком бою, 7 августа 1632 года, союзники выстояли, нанеся нападавшим жестокий урон. А ровно через две недели англичане взорвали северную стену, и уже схватывались с защитниками в бреши. На следующее утро Маастрихт пал.
Именно здесь, в траншеях Хертогенбоса и Маастрихта, пишет комментатор, под началом Горацио Вера учились рыцарству, азам военной тактики и стратегии будущие знаменитости эпохи Английской революции: и создатели «Армии нового образца» — Фи́лип Ски́ппон и То́мас Фе́рфакс; и генералы короля — барон А́стли и граф Уо́рик; и главнокомандующие парламентской армии — граф Э́ссекс и герцог Монк. И учиться было чему: если на захват знамени Хертогенбоса у голландцев ушло пять месяцев, то на водружение своего в Маастрихте — всего два с половиной.
В боях под Маастрихтом, да будет сказано в конце, погиб родственник генерала — Роберт де Вер, граф 17-й Оксфордский, — предпоследний представитель графского дома Де Вер. Там же были ранены и два его племянника со стороны жены.

## Смерть и отзывы современников

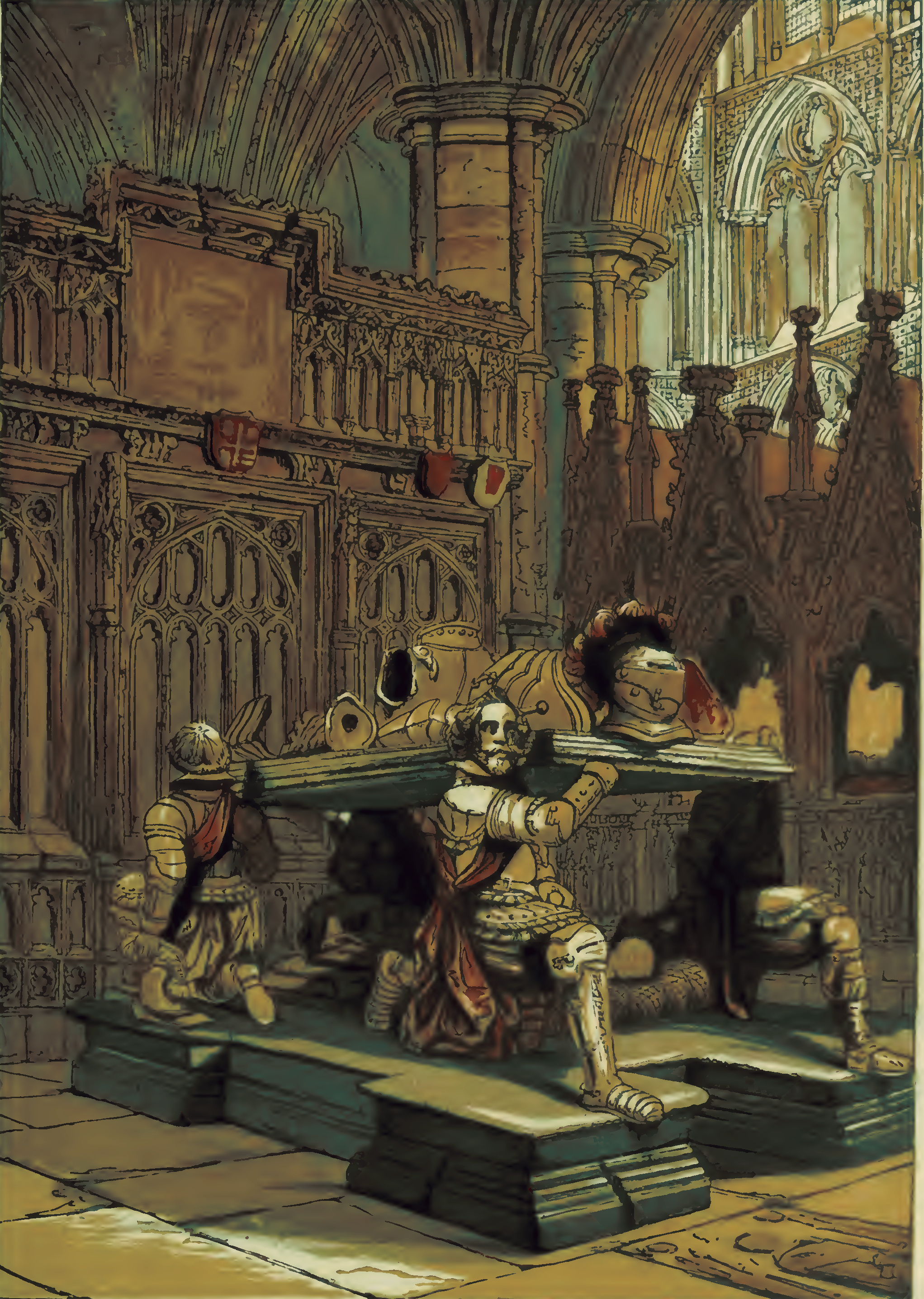
Общая гробница братьев
Френсиса и Горацио Вер
в Вестминстерском аббатстве
(Чарльз Найт, 1860)

После сражения за Маастрихт Мастер-генерал лорд Горацио де Вер, 1-й барон Вер в Тилбери, вернулся в Лондон. 2 мая 1635 года он обедал в Уайтхолле со своим дипломатическим союзником и доверенным лицом Генри Уэйном, когда вдруг упал и потерял дар речи, — его хватил удар.
Через два часа он умер.
Ему было 69 лет. На здоровье он до этого не жаловался. «Вне сомнения, — писал его первый биограф около 1660 года, — он был вполне готов к смерти: уж такова была его постоянная военная собранность, что ещё никакому врагу не удавалось застать его врасплох».
Его похоронили 8 мая, со всеми воинскими почестями, в Вестминстерском аббатстве, в могиле, где уже 25 лет покоился его брат Френсис. — «Он жил, чтобы стать гораздо старше, чем его старший брат», — горько пошутил тот же биограф.
Генерал Горацио Вер служил своей родине беззаветно, часто не получая причитавшееся ему жалованье. — Требуя всего самого лучшего для своих солдат, он стеснялся требовать чего-нибудь для себя. На день его смерти душеприказчики насчитали за казной более £5 000 долга. — Для сравнения, среднее поместье в Ирландии, состоящее из четырёх деревень с землями и дававшее право быть избранным в Палату общин, стоило £1 750.

Сэр Горацио был как-то мягче, хотя и не менее доблестный, чем его брат; и — набожный, только предварительно заключив истинный внутренний мир с Богом, он уже без всякой нерешительности воевал с людьми. Редкий характер! Когда говорят о Каспийском море, что оно не знает ни приливов, ни отливов, кажется, это говорят о нём. Он являл собой чистую тональность, без дрожи взвинченности или сдавленности от успеха. Возвращался ли он с выигрышем, по его молчаливости иной заподозрил бы, что он проиграл; всмотрелся бы кто в него при отступлении, то решил бы, что это идёт сам завоеватель, столько силы виделось в его груди […]

Если же сравнить братьев между собой (хотя каждый из них столь выдаётся, что их едва ли можно сравнить, — разве только с самими собой)… Френсиса чуть больше боялись, Горацио чуть больше любили среди солдат. Первый в воинской дисциплине придерживался старомодного «rigidus ad ruinam», второй редко превышал «ad terrorem». Оба жили войной, и в высшей чести; умерли с миром, многим на жалость. — D. D. Fuller «The history of the worthies of England», London, 1660.
Со смертью Горацио Вера учреждённое специально для него баронство Веров в Тилбери пресеклось.

## Семья и наследники
В октябре 1607 года сэр Горацио Вер взял в жёны Марию Трейси, третью дочь сэра Уильяма Трейси из Тоддингтона, Глосестершир, вдову Уильяма Хоби.
В браке родилось пять дочерей и ни одного наследника мужского пола. Все дочери благополучно выросли и вышли замуж:
- Елизавета — вышла замуж за Джона Хоуллза, 2-го графа Клэр, их внук — 1-й герцог Ньюкасла;
- Мария — вышла замуж первым браком за сэра Роберта Тауншеда, баронета Рэйнхэма, что в Норфолке, и вторым — Майлдмэя Фейна, 2-го графа Уэстморлэнда
- Екатерина — вышла замуж первым браком за Оливера Сейнт-Джона из Лидьярда Трегоз (Болингброк, таким образом, был её пра-правнуком), и вторым — Джона, 2-го барона Полет
- Анна (1618 — 1665) — вышла замуж за сэра Томаса Ферфакса, 3-го барона Ферфакс и Камерона
- Доротея — вышла замуж за Джона Уолстенхолма (Wolstenholme), старшего сына сэра Уолстенхолма, баронета из Ностелла, что в Йоркшире

После смерти мужа Мария Вер жила в Клэптоне до смерти вдовы старшего брата Горацио, Джона. Наследуя ей, она смогла переехать в Керби Холл, где и прожила до 90 лет, мирно скончавшись в канун Рождества 1670 года.
Весной 1645 года, в обстоятельствах революционной неразберихи, дети короля, Елизавета и Генрих, наставница которых, графиня Дорсет, умерла, были кратковременно доверены попечению Марии Вер. Старая леди, убеждённая протестантка, считала себя горячей сторонницей парламента; при этом у неё не возникло ни малейшего соблазна передать детей хоть кому-нибудь, кроме законных представителей короля — графу и графине Нортумберлендским.

### Память
В 1642 году в Лондоне был опубликован том in oktavo, с посвящением леди Вер, озаглавленный «Элегии, отмечающие добрую память Горацио Вера».